# Station Rixheim
Station Rixheim is een spoorwegstation in de Franse gemeente Rixheim.

## Treindienst
| Serie     | Treinsoort | Route                                | Bijzonderheden |
| --------- | ---------- | ------------------------------------ | -------------- |
| TER 96100 | TER (SNCF) | Mulhouse-Ville – Rixheim – Basel SBB | S-Bahn Basel   |